# Dawsonville
Dawsonville is een plaats (city) in de Amerikaanse staat Georgia, en valt bestuurlijk gezien onder Dawson County.

## Demografie
Bij de volkstelling in 2000 werd het aantal inwoners vastgesteld op 619.
In 2006 is het aantal inwoners door het United States Census Bureau geschat op 1186, een stijging van 567 (91,6%).

## Geografie
Volgens het United States Census Bureau beslaat de plaats een oppervlakte van
5,0 km², geheel bestaande uit land. Dawsonville ligt op ongeveer 330 m boven zeeniveau.

## Plaatsen in de nabije omgeving
De onderstaande figuur toont nabijgelegen plaatsen in een straal van 32 km rond Dawsonville.